# De Tuinen (IJsselstein)
De Tuinen is een buurt van IJsselstein, in de Nederlandse provincie Utrecht. De wijk heeft 1360 inwoners (2023).. 
De buurt grenst met de klok mee aan Benschopperpoort en Het Podium, Industrieterrein Lage Dijk, De Hoven en De Boomgaard en Het Hart. De buurt maakt deel uit van de Vinex-locatie Zenderpark.

## Geschiedenis
De buurt is, net als de rest van het Zenderpark, gelegen in de ‘Polder Hooge Biezen’. Vanaf de jaren 30 van de 20e eeuw zijn in het gebied diverse zenders met bijbehorende bebouwing geplaatst. Beheerder was Nozema. In de jaren 90 van de 20e eeuw werd het gebied aangewezen als Vinex-locatie, waarna grootschalige woningbouw volgde.

## Beschrijving van de buurt
De buurt is grotendeels ingericht als woonwijk. Het kent een vrij strak orthogonaal stratenpatroon met ertussen relatief dichte bebouwing zonder of met kleine voortuinen. Tussen de bouwblokken bevinden zich diverse groene zones. In het zuiden van de buurt bevindt zich een strook met vrijstaande woningen. Ten oosten van de wijk bevindt zich een waterrijk parkgebied, het Hogebiezenpark. De straten zijn meest vernoemd naar bekende tuin- en landschapsarchitecten. Noord-zuid door de buurt voert het fiets- en voetpad Sevenhovenpad, een verwijzing naar de buurtschap Sevenhoven die zich circa twee kilometer zuidelijker bevindt en deel uitmaakt van Lopikerkapel. 
Stad: IJsselstein      Buurtschappen: Achtersloot · Klaphek · Knollemanshoek (deels)

Woonwijken: Centrum · Noord · West · Zuid

Woonbuurten: Binnenstad · Nieuwpoort · Groenvliet · Kasteelkwartier · Europakwartier · Oranjekwartier · IJsselveld-Oost · IJsselveld-West · IJsseloevers · Hazenveld en Overwaard · Panoven · De Hoven en De Boomgaard · De Tuinen · Het Hart · De Wereldsteden · De Rivieren · Het Staatse · Benschopperpoort en Het Podium · Achterveld-Zuid · Achterveld-West · Achterveld-Noord · Achterveld-Oost · Eiterse Waard · Landelijk gebied Noord · Landelijk gebied Zuid

Overige buurten: Rijpickerwaard · Paardenveld · Over Oudland · Industrieterrein Lage Dijk · Bedrijventerrein De Corridor
Utrecht · Plaatsen in de provincie      Nederland · Provincies · Gemeenten